# Нада Кнежевић
Нада Кнежевић (Београд, 10. март 1940 — Београд, 25. октобар 2023) била је српска певачица џеза и забавне музике.

## Живот
Дебитовала је 1956. године на концерту „Младе снаге на пољу џеза“, а годину дана касније је први пут снимала за програм Радио Београда. Године 1959. је учествовала на Опатијском фестивалу (другом по реду), после чега је постала позната широком аудиторијуму. Ускоро су композиције „Циганска ноћ (Les Gitans)“ и „Фатима“ постале радијски хитови и донеле јој велику популарност.
Већ на почетку каријере је на иностраним џез фестивалима добијала прве награде, а често је наступала и на домаћим фестивалима (Загреб, Југословенски џез фестивал на Бледу, Београдско пролеће). На првом и једином такмичењу певача забавне музике (1961) освојила је Златни микрофон.
У време највеће славе, 1962. године, отишла је на годину дана у Западну Немачку, где је наступала у џез клубовима и усавршавала енглески језик, а онда је нешто мање од две године радила са ансамблом Хејзија Остервалда. У скандинавским земљама је певала у елитним клубовима попут Down town и Key club, за данско–шведско–норвешки радио је снимила двочасовни музички програм и имала подршку иностраних медија, што јој је пружило прилику за европску каријеру. Међутим, због болести оца, није могла да прихвати позив менаџера Катарине Валенте и вратила се у домовину.
Године 1971. се, после паузе условљене материнством, тријумфално вратила на сцену. Снимила је музику за филм „Моја луда глава“, наступила на фестивалу Београдско пролеће са композицијом „Сети се наше љубави“, и представљала Југославију, као гост УН–а, на Синајском полуострву, где је проглашена најбољим учесником. Свет је имао много слуха за њу, па је магазин Down BiT писао у суперлативу о њеним вокалним способностима, а џез пијаниста Чик Корија јој је, после једног наступа, понудио сарадњу. Наступала је у Алберт Фишер Холу, на међународним џез фестивалима у Минхену, Атини и Истанбулу, као и на Newport Jazz фестивалу, а остаће упамћена као прва Европљанка чије је име унето у светску енциклопедију џеза.
Године 1977. је са Биг Бендом одржала незаборавне концерте у загребачкој дворани Лисински и љубљанском биоскопу Унион, који су трајно сачувани на дуплом ЛП албуму „4 лица џеза“ у издању Југотона. Југословенска радиодифузија је тој плочи доделила награду за најбоље дискографско остварење те године, па је Нада, уз Бошка Петровића, Бору Роковића, Јована Миковића, Дамира Дичића и Ратка Дивјака, уврштена у џез репрезентацију СФРЈ.
Током педесет година каријере добила је прегршт фестивалских награда и признања, а Удружење џез музичара јој је доделило повељу за допринос развоју музичког стваралаштва. Последњи концерт, назван „Нада Београду“, одржала је 1995. године, а 2007. је примила награду за животно дело на XXIV интернационалном џез фестивалу Нишвил.
Незванично је називају првом дамом југословенског џеза.
Умрла је 25. октобра 2023. године у Београду. Сахрањена је у Алеји заслужних грађана на Новом гробљу у Београду.

## Фестивали
Београдско пролеће:
- Киша и ми (дует са Ђорђем Марјановићем), '61
- Пут који тражим, '61
- То ће бити сезона киша, '63
- Не реци више да си сам, '66
- Сети се наше љубави, '71, награда жирија Клуба познатих
- Тај дан, '72
- Донео си љубав, '74
- Боли, боли, '83

Песма лета:
- Живот тече, '68
- Нећу, '72

Хит парада:
- Нека пати ко ме воли, '74
- Хеј, шта је с вама људи, '76

Загреб:
- Модри снови (алтернација са Тонијем Кљаковићем), '60
- Ти, ријека и ти (алтернација са Марком Новоселом), '60
- За месец ил' два (алтернација са Зденком Вучковић), '60
- Улицама среће, '62
- Нисам ти причала о љубави, '62
- Болеро ноћи, '63, награда стручног жирија и награда града Загреба Сребрена птица
- Још само вечерас (алтернација са Драгом Диклићем), '63
- Воли ме, '72

Опатија:
- Intermezzo (дует са Радославом Граићем), '59
- Сандолина (дует са Марком Новоселом) / Успаванка Опатији (алтернација са Душаном Јакшићем), '59
- Плешите сјене (алтернација са Габи Новак) / Песма повратка (алтернација са Крстом Петровићем), '60
- После многих зима (алтернација са Радославом Граићем) / Ти, којој стихове пјевам (алтернација са Ивом Робићем), '61
- Не затварај прозоре (алтернација са Ивом Робићем) / Мили (алтернација са Габи Новак), '62
- Ко зна (алтернација са Сенком Велетанлић) / Тражиш (алтернација са Сенком Велетанлић), '63
- Смеши се (алтернација са Стјепаном Џимијем Станићем), '67
- Трагом првог пролећа (алтернација са Бобом Стефановићем), '68

Сплит:
- Од Ровиња до Улциња, '62

Ваш шлагер сезоне, Сарајево:
- Твоја, твоја, '74, седмо место

Југословенски избор за Евросонг:
- Сувишан поглед, Љубљана '67

Фестивал војничких песама:
- Тај сретан дан, '71